# 조너선 루크로이
조너선 찰스 루크로이(Jonathan Charles Lucroy, 1986년 6월 13일 ~ )는 미국의 야구 선수로, 아메리칸 리그 시카고 화이트삭스의 포수이다.